# Bünsowland
Bünsowland is een landstreek en schiereiland op het eiland Spitsbergen, dat deel uitmaakt van de Noorse eilandengroep Spitsbergen. Het gebied is vernoemd naar de Zweeds zakenman Friedrich Christian Ernestus Bünsow. 
Het gebied wordt aan de noordzijde begrensd door de baai Adolfbukta en gletsjer Nordenskiöldbreen, aan de noordoostzijde door de ijskap Lomonosovfonna, aan de oostzijde door gletsjer Tunabreen, in de fjorden Tempelfjorden en Sassenfjorden en aan de westzijde door het fjord Billefjorden. Ten noordoosten ligt Olav V Land, ten zuidoosten Sabine Land, aan de overzijde van het fjord aan de zuidwestzijde Nordenskiöld Land en aan de overzijde van het fjord aan de noordwestzijde Dickson Land.
Bünsowland is een relatief ijsvrij schiereiland met steile bergen. Het gebied wordt in tweeën verdeeld door de rivier de Gipsdalen. De hoogste berg is de Urmstonfjellet met een hoogte van 1106 meter.
Het gebied is onderdeel van Nationaal park Sassen-Bünsow Land. 